# Shaun Derry
Shaun Peter Derry (* 6. Dezember 1977 in Nottingham) ist ein ehemaliger englischer Fußballspieler und derzeitiger Trainer. Als Spieler war er unter anderem für die Erstligisten Crystal Palace und Queens Park Rangers aktiv.

## Spielerkarriere
Shaun Derry begann seine Spielerlaufbahn im Jahr 1995 bei seinem Heimatverein Notts County. In seiner zweiten Spielzeit stieg er mit County als Tabellenletzter in die vierte Liga ab. Zwischen Januar 1998 und März 2000 bestritt er 72 Ligaspiele für den Zweitligisten Sheffield United. Nach einer weiteren Station beim ebenfalls in der zweiten Liga spielenden Verein FC Portsmouth, wechselte Shaun Derry am 1. August 2002 zu Crystal Palace. Mit seinem neuen Team erreichte er in der Football League First Division 2003/04 den Aufstieg in die erste Liga. Palace hatte im Play-off-Finale vor 72.523 Zuschauern in Wembley West Ham United mit 1:0 bezwungen. Der Aufsteiger konnte die Spielklasse in der anschließenden Saison jedoch nicht halten und stieg direkt wieder aus der Premier League 2004/05 ab. Der nur in sieben Erstligaspielen eingesetzte Shaun Derry war bereits am 24. Dezember 2004 an den abstiegsbedrohten Zweitligisten Nottingham Forest verliehen worden.
Am 18. Februar 2005 wechselte Derry zum Zweitligisten Leeds United. In der Football League Championship 2005/06 zog Derry zum weiten Mal in seiner Karriere in ein Play-off-Final ein. Im Gegensatz zu 2004 mit Crystal Palace, verlor er jedoch am 21. Mai 2006 mit Leeds 0:3 gegen den FC Watford und verpasste damit den Aufstieg in die Premier League. In der anschließenden Saison verschlechterten sich die Leistungen der Mannschaft drastisch und gipfelten im Abstieg in die dritte Liga. Shaun Derry hatte aufgrund einer Verletzung im Januar 2007 die letzten Monate der Saison verpasst.
Zwischen November 2007 und Juni 2010 spielte er zum zweiten Mal in seiner Karriere für den Zweitligisten Crystal Palace. Am 22. Juni 2010 unterschrieb er einen Zweijahresvertrag bei den Queens Park Rangers. Mit den Rangers gewann Stammspieler Shaun Derry (45 Ligaspiele) den Meistertitel in der Football League Championship 2010/11 und stieg damit zum zweiten Mal in seiner Karriere in die erste Liga auf. In der Premier League 2011/12 sicherte sich der Aufsteiger dank einem Punkt Vorsprung auf die Bolton Wanderers den Klassenerhalt. In der Saison 2012/13 folgte jedoch als Tabellenletzter der Abstieg in die zweite Liga. Shaun Derry war in den beiden Erstligajahren in insgesamt 47 Ligaspielen zum Einsatz gekommen.

## Trainerkarriere
Am 6. November 2013 gab der abstiegsbedrohte englische Drittligist Notts County die Verpflichtung von Shaun Derry als Spielertrainer bekannt. Der 35-jährige Mittelfeldspieler befand sich zu dieser Zeit auf Leihbasis beim Zweitligisten FC Millwall. Für die Rückkehr zu seinem Heimatverein nach Nottingham nahm er das womöglich vorzeitige Ende seiner Spielerkarriere in Kauf, da er aufgrund der Regeln der Football League nicht für einen dritten Verein innerhalb einer Spielzeit auflaufen darf. Er wurde dort am 23. März 2005 entlassen, nachdem er mit dem Verein nur drei der vorangegangenen 24 Ligaspiele gewann und einen Platz vor den Abstiegsplätzen stand.
Im November 2015 übernahm Derry als Nachfolger von Richard Money den Viertligisten Cambridge United und belegte mit dem Klub die ersten beiden Spielzeiten den neunten bzw. elften Rang. Im Februar 2018 einigte er sich mit den Vereinsverantwortlichen in gegenseitigem Einvernehmen auf eine Vertragsauflösung.

## Erfolge
als Spieler:
- Aufstieg in die Premier League: 2003/04
- Aufstieg in die Premier League: 2010/11